# Puccini e la fanciulla
Puccini e la fanciulla è un film del 2008 diretto da Paolo Benvenuti.

## Trama
Torre del Lago, 1908. Il maestro Giacomo Puccini si trova nella sua villa per comporre la sua ultima opera teatrale, La fanciulla del West; in questo periodo Puccini frequenta lo "Chalet da Emilio", dove conosce la bellissima Giulia, cameriera del locale, e ne diviene, ben presto, l'amante.
Frattanto la giovane in servizio a casa Puccini, Doria Manfredi, cugina di Giulia, scopre gli amori clandestini della figliastra del maestro, Fosca. Quest'ultima, per prevenire le rivelazioni sul proprio conto racconta alla madre che Doria stessa è l'amante di  Puccini, una convinzione che si è fatta intravedendo due figure nell'ombra, mentre Doria serviva soltanto da tramite fra il musicista e la cugina. 
Elvira Puccini, dunque, attua la propria vendetta nei confronti di Doria attraverso feroci litigi e maltrattamenti che  inducono Doria al suicidio. Sarà soltanto la perizia del medico necroscopo a valutare l'effettiva verginità della sfortunata.

## Caratteristiche e contenuti

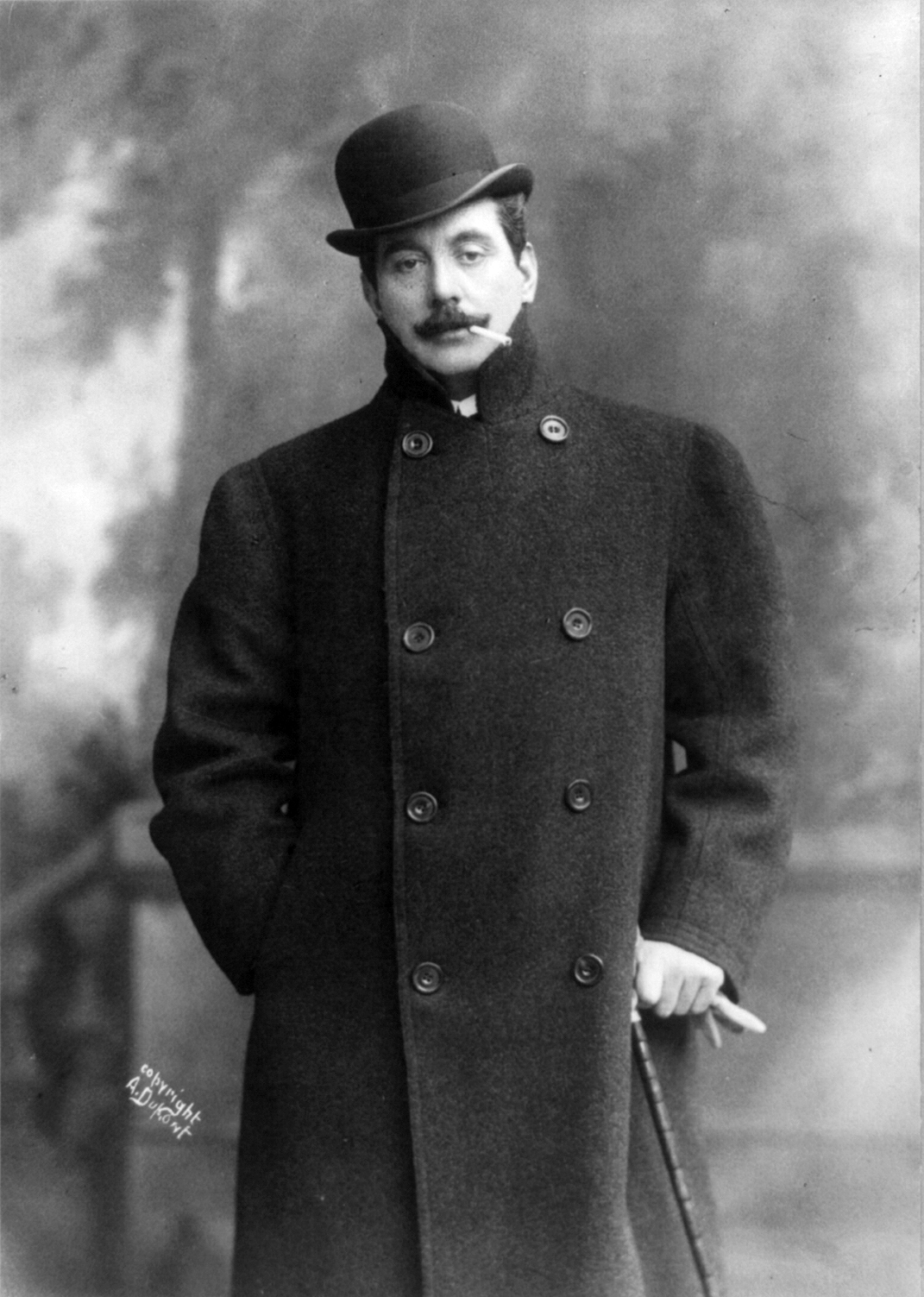
Puccini nel 1908

Il film è caratterizzato dal bisogno di aderenza alla realtà da cui sembra dipendere, secondo le affermazioni del regista, anche la scelta di escludere il suono perché non esisteva nel 1908. 
Tutte le ricostruzioni, di scene e di costumi, sono studiatissime per rispecchiare in ogni particolare l'epoca, finanche le scarpe dei protagonisti sono state oggetto di uno studio particolare 
Tuttavia altre scelte non sono del tutto coerenti con quanto sopra esposto: è stata infatti utilizzata una pellicola a colori e il film non risulta completamente muto ma comprende rumori di passi, tonfi, fruscii, spari e urla umane.
Secondo la ricostruzione di Benvenuti, Puccini era solito innamorarsi di giovani donne che seduceva. Queste giovani divenivano poi le protagoniste delle sue opere teatrali. A Giulia è infatti ispirata la Fanciulla del West che, nel periodo in cui si svolgono i fatti narrati nel film, il maestro stava componendo. Ciò avrebbe dovuto meglio indirizzare gli eventuali sospetti della moglie di Puccini, Elvira, in quanto per carattere la fiera fanciulla protagonista dell'opera assomigliava molto più alla spavalda Giulia che alla mite Doria. Se la figura di Giulia ha ispirato la Fanciulla del West, è comunque vero che Doria ispirò il maestro per i personaggi di Suor Angelica, seconda opera del Trittico e di Liù, nell'opera Turandot. Secondo l'interpretazione del regista il comportamento  di Puccini era comunque crudele, aggravato dalla completa indifferenza nei confronti del dramma di una giovane della servitù, tipico esempio del classismo diffuso agli inizi del Novecento.

## Curiosità
- Durante le riprese del film, il regista è incappato in una vecchia pellicola, chiusa per decenni in un polveroso baule, che ritraeva il maestro Puccini intento a suonare un brano di sua composizione al pianoforte. Tramite i movimenti delle dita sulla tastiera è stato possibile ricostruire il pezzo musicale, fino a quel momento rimasto assolutamente inedito. In tale pellicola, filmata nel 1915, vediamo Puccini cogliere una rosa nel giardino della sua villa e odorarla, quindi possiamo collocare la data intorno al mese di maggio. A detta del regista ciò potrebbe spiegare perché la pellicola sia rimasta nascosta per tanto tempo: nel maggio del 1915 l'Italia era infatti appena entrata in guerra ed è quindi possibile che la pellicola non abbia potuto essere immediatamente divulgata e sia rimasta chiusa nel baule.

## Riconoscimenti
- 2009 - Bobbio Film Festival
  - Premio "Gobbo d'oro" al Miglior Film a Paolo Benvenuti
- 2010 - Premio Gianni Di Venanzo
  - Miglior fotografia italiana